# Jakow Nikolajewitsch Tolstoi

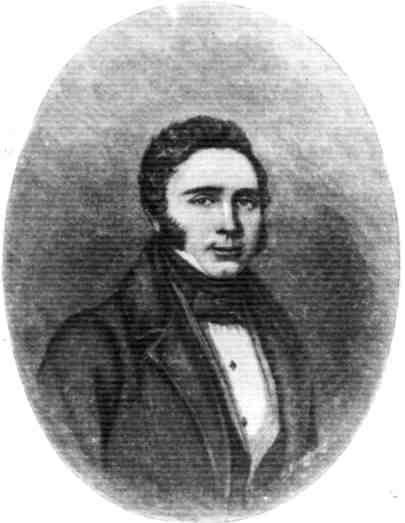
Jakow Nikolajewitsch Tolstoi

Jakow Nikolajewitsch Tolstoi (russisch Яков Николаевич Толстой; * 1791 im Russischen Kaiserreich; † 14. Februarjul. / 26. Februar 1867greg. in Paris) war ein russischer Offizier der Kaiserlich Russischen Armee und  Theaterkritiker.

## Leben
Tolstoi, Sohn des Ostaschkower Gutsherrn Nikolai Jakowlewitsch Tolstoi († 1813) wuchs mit seinen Brüdern Iwan und Nikolai auf dem Gut Jelzy am Seligersee auf. 1803 kam Tolstoi ins Pagenkorps. 1808 begann sein Dienst in der Garde. 1810 wurde er aus dem Militärdienst entlassen, um in den Zivildienst einzutreten.
Im Französisch-Russischen Krieg 1812 kehrte Tolstoi in die Armee zurück. Er nahm an der Schlacht bei Kobrin teil und an den anschließenden Feldzügen des Sechsten Koalitionskriegs. 1817 wurde er Oberadjutant des Generals Arseni Sakrewski und 1821 Oberadjutant des Generalstabs. 1823 ließ sich Tolstoi aus Gesundheitsgründen in den Ruhestand versetzen und ging ins Ausland.
Bereits in den vorhergehenden Jahren hatte Tolstoi sich schriftstellerisch betätigt und eine Gedichtsammlung veröffentlicht. Er übersetzte für die St. Petersburger Bühnen. 1819 hatte ihm Alexander Puschkin ein bekanntes Gedicht gewidmet. 1819–1820 war Tolstoi Vorsitzender der Gesellschaft Seljonnaja Lampa (Grüne Lampe), die sich regelmäßig in ihrem Versammlungsraum mit grüner Lampe im Hause Nikita Wsewoloschskis traf und zum Wohltätigkeitsverband der Dekabristen gehörte. Mitglieder der Grünen Lampe waren Alexander Puschkin, Anton Delwig und  die Dekabristen Sergei Trubezkoi, Fjodor Glinka und Pjotr Kawerin. An den Versammlungen nahmen auch Nikolai Gneditsch, Alexander Ulybyschew, Dmitri Barkow, Dmitri Dolgorukow, Arkadi Rodsjanko und Wassili Engelhardt teil. Als die Dekabristen im Dezember 1825 öffentlich den Eid auf den neuen Kaiser Nikolaus I. verweigerten, wurde auch gegen Tolstoi ermittelt. Tolstoi folgte nicht der Aufforderung, nach Russland zurückzukehren, wurde aus Russland verbannt und geriet in schwierige finanzielle Verhältnisse. Er berichtete über das literarische Leben in Russland in der Revue encyclopédique und anderen Pariser Zeitschriften, und mit Unterstützung Pjotr Wjasemskis wurden seine Artikel auch im Moskowski Telegraf veröffentlicht.
Um die russische Regierung gnädig zu stimmen, veröffentlichte Tolstoi in Paris einen Artikel mit Verherrlichung der Heldentaten Iwan Paskewitschs bei der Niederschlagung des polnischen Novemberaufstands 1830/1831. Darauf überredete Paschkewitsch zusammen mit Fürst Elim Meschtscherski den Chef der als Dritte Abteilung bekannten russischen Geheimpolizei Alexander von Benckendorff, den verbannten Tolstoi nach St. Petersburg einzuladen. In der Tat wurde Tolstoi vor dem tödlichen Duell Puschkins 1837 in St. Petersburg gesehen. In den folgenden Jahren veröffentlichte Tolstoi als Korrespondent des russischen Volksbildungsministeriums Artikel zur Verteidigung Russlands in französischen Zeitschriften. Er erhielt regelmäßig Rangerhöhungen bis zum Geheimen Rat (3. Rangklasse) und ein Gehalt aus der Dritten Abteilung. Er schickte Berichte über die Verhältnisse in Frankreich nach St. Petersburg. Er korrespondierte mit dem mit Paschkewitsch befreundeten Diplomaten Pjotr Koslowski.
Tolstoi starb in Paris und wurde auf dem Cimetière de Montmartre begraben.

## Ehrungen, Preise
- Orden des Heiligen Wladimir IV. Klasse mit Schleife (1813)[1]